# Mahmood Khan (cầu thủ bóng đá)
Mahmood Khan (sinh ngày 10 tháng 6 năm 1991) là một cầu thủ bóng đá người Pakistan, thi đấu cho KRL FC.
Khan thi đấu ở vị trí tiền đạo và có màn ra mắt đầu tiên cho đội tuyển quốc gia trong vòng loại Cúp Challenge AFC 2012 trước Turkmenistan.